# ラピス・ニゲル

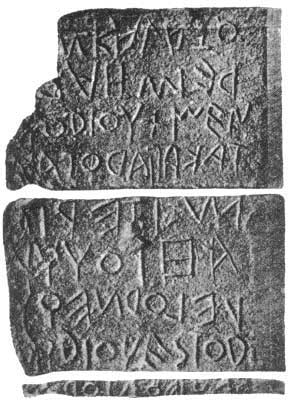
現存する最古のラテン語の金石文。ラピス・ニゲル発掘調査で出土

ラピス・ニゲル（Lapis Niger）は、黒い大理石で床面が覆われ周囲をコンクリートで囲まれた遺跡で、古代ローマの記念碑または神殿である。ユリウス・カエサルがフォルムとコミティウムの再編工事の際に作ったか、トゥッルス・ホスティリウスがクリア・オスティリア建設の際に作ったと考えられている。この神殿の一部は、さらに古い祭壇や人工物のあった古代の聖域の上に築かれた。名称は「黒い石」を意味し、古い祭壇と共に見つかった最古のラテン語が書かれた黒い石碑を指している可能性がある。ローマのクリア・ユリアの前のコミティウムにあり、ローマ帝国期の建設ラッシュ時もその後の帝国の終焉期の混乱でも破壊されることなく、数世紀に亘ってそのまま残った。
共和政ローマからローマ帝国初期にかけて、フォルム・ロマヌムに関する文献の多くで言及されている。時代によってその意義は変化したが、常にローマ人にとって大きな意味を持つ場所として言及されていた。19世紀末、イタリアの考古学者 Giacomo Boni がラピス・ニゲルを再発見した。現存する最古のラテン語の碑文が見つかった場所である。

## 歴史
出土した石碑の碑文に rex とあることから、王政ローマの「王」を意味するか、共和政ローマ初期の宗教での高位の神官 rex sacrorum を意味すると思われる。ローマ人は歴史のいずれかの時点で、この神殿の意義を失った。そのため、神殿の由来に関する複数の相矛盾する伝説が語られるようになった。ローマ建国の王ロームルスの墓があるという伝説、またはロームルスが自身の招いた元老院議員に殺された場所だという伝説、トゥッルス・ホスティリウスの父ホストゥス・ホスティリウスの墓があるという伝説、ファウストゥルスがロームルスとレムスの争いを止めようとして殺された場所だという伝説などがある。
最古の文献では、この場所を suggestum としており、王政ローマ期の王がフォルムに集まった民衆や元老院議員に対して演説をした場所としている。神殿に2つの祭壇があるのは、エトルリア後期からローマ初期では一般的である。

## 解説
ラピス・ニゲルは何度か手を加えられている。最初のものは火事か略奪で破壊され、黒い大理石の板の下に埋められた。これを行ったのはスッラだというのが通説だが、ユリウス・カエサルがコミティウム再編の際に埋めたとする説もある。
元々は、名前の元になった黒い大理石の石碑があり、そこには古ラテン語で王 (rex) にこの神殿を捧げること、この神殿をあえて侵そうとすれば呪いがふりかかるということが書いてあった。その後、現在は土台しかない祭壇がいずれかの時点で追加されたと見られている。祭壇の前に2つの土台があるが、これらも祭壇とは別の時代に追加された可能性がある。アウグストゥスの同時代人で考古家の Verrius Flaccus（その業績は Pompeius Festus が記した概要でのみ知られている）は、それらの土台に「ちょうど今日の墓を守る像のように」横たわる獅子像があったと記している。これを vulcanal と称することがある。さらに別の時代に記念柱が追加されており、その頂上に何らかの像が置かれていたと推測されている。
石碑の碑文には様々な興味深い特徴がある。文字は他のラテン語の金石文よりもギリシア文字に最も近く、クマエのようなイタリアのギリシア植民都市でギリシア文字を借りて現地の言語を記したものに近い。また、この碑文は牛耕式で書かれており、1行ごとに書く方向が逆転している。古いラテン語の碑文はこの方式で書かれているものが多い。
考古発掘により、意図的に置かれたと思われる礫層で花瓶の破片や彫像や動物の生贄の断片などの捧げ物と思われるものが出土した。これらの出土品は紀元前7世紀から5世紀のものである。
フォルムのさらなる発展のため紀元前1世紀に以前のものが取り払われた後、第2のラピス・ニゲルが設けられたが、これは以前より遥かに単純な神殿だった。以前の構造を覆い隠すように黒い大理石を敷き詰め、背の低い白い壁で周囲を囲った。この新たな神殿は、元老院議員などが演説する演壇ロストラのすぐ側にあった。

## 最近のニュース
2008年11月、激しい雨が1950年代からラピス・ニゲルを含む遺跡を保護してきたコンクリート製の覆いを損傷させた。覆いの修理が完了するまで天幕で保護しており、約50年ぶりに遺跡本体が一般の目に見られるようになった。